# Olympische Sommerspiele 1900/Teilnehmer (Niederlande)
| Silbermedaillen | Bronzemedaillen | 3. |
| --------------- | --------------- | -- |
| 3               | 8               | 16 |

Die Niederlande nahmen an den Olympischen Sommerspielen 1900 in Paris, Frankreich, mit einer Delegation von 35 männlichen Sportlern an 18 Wettbewerben in sieben Sportarten teil. Es war die erste Teilnahme des Landes an Olympischen Sommerspielen.

## Medaillengewinner

### Olympiasieger
| Name               | Sportart | Wettkampf             |
| ------------------ | -------- | --------------------- |
| Hermanus Brockmann | Rudern   | Zweier mit Steuermann |
| François Brandt    | Rudern   | Zweier mit Steuermann |
| Roelof Klein       | Rudern   | Zweier mit Steuermann |

### Zweiter
| Name                | Sportart | Wettkampf                     |
| ------------------- | -------- | ----------------------------- |
| Hermanus Brockmann  | Rudern   | Vierer mit Steuermann         |
| Coenraad Hiebendaal | Rudern   | Vierer mit Steuermann         |
| Geert Lotsij        | Rudern   | Vierer mit Steuermann         |
| Paul Lotsij         | Rudern   | Vierer mit Steuermann         |
| Johannes Terwogt    | Rudern   | Vierer mit Steuermann         |
| Chris Hooijkaas     | Segeln   | 3 bis 10 Tonnen, 1. Wettfahrt |
| Henri Smulders      | Segeln   | 3 bis 10 Tonnen, 1. Wettfahrt |
| Arie van der Velden | Segeln   | 3 bis 10 Tonnen, 1. Wettfahrt |

### Dritter
| Name                  | Sportart  | Wettkampf              |
| --------------------- | --------- | ---------------------- |
| Hendrik van Heuckelum | Fußball   | Fußball                |
| François Brandt       | Rudern    | Achter                 |
| Hermanus Brockmann    | Rudern    | Achter                 |
| Johannes van Dijk     | Rudern    | Achter                 |
| Roelof Klein          | Rudern    | Achter                 |
| Ruurd Leegstra        | Rudern    | Achter                 |
| Walter Middelberg     | Rudern    | Achter                 |
| Hendrik Offerhaus     | Rudern    | Achter                 |
| Walter Thijssen       | Rudern    | Achter                 |
| Henricus Tromp        | Rudern    | Achter                 |
| Solko van den Bergh   | Schießen  | 50 Meter Armeerevolver |
| Antonius Bouwens      | Schießen  | 50 Meter Armeerevolver |
| Dirk Boest Gips       | Schießen  | 50 Meter Armeerevolver |
| Henrik Sillem         | Schießen  | 50 Meter Armeerevolver |
| Anthony Sweijs        | Schießen  | 50 Meter Armeerevolver |
| Johannes Drost        | Schwimmen | 200 Meter Rücken       |

## Teilnehmer nach Sportarten

### Bogenschießen
- Josephus Heerkens
- Franciscus Hexspoor
- Henricus Mansvelt
- Petrus Nouwens
- Johannes Stovers
- Johannes van Gastel

Keiner der Bogenschützen nahm offiziell an einem Wettkampf teil oder konnte sich für einen qualifizieren.

### Fechten
- Antonius van Nieuwenhuizen
Degen für Fechtmeister: ausgeschieden in Runde eins

### Fußball
- Hendrik van Heuckelum
2:6-Niederlage mit der belgischen Auswahl gegen die französische Auswahl, Platz 3

### Rudern
Achter, 6:23,0 Minuten, 3. Platz
- François Brandt
- Hermanus Brockmann
- Johannes van Dijk
- Roelof Klein
- Ruurd Leegstra
- Walter Middelberg
- Hendrik Offerhaus
- Walter Thijssen
- Henricus Tromp

Vierer mit Steuermann, 6:33,0 Minuten, Rang 2 
- Hermanus Brockmann
- Coenraad Hiebendaal
- Geert Lotsij
- Paul Lotsij
- Johannes Terwogt

Zweier mit Steuermann, 7:34,2 Minuten, Rang 1 
- François Brandt
- Hermanus Brockmann
- Roelof Klein

### Segeln
3–10 Tonnen, Finale, 3:09,45 Stunden, 2. Platz 
- Chris Hooijkaas
- Henri Smulders
- Arie van der Velden

### Schießen
50 Meter Armeerevolver Mannschaft, 1876 Punkte, 3. Platz
- Antonius Bouwens
390 Punkte
- Dirk Boest Gips
437 Punkte
- Henrik Sillem
408 Punkte
- Anthony Sweijs
310 Punkte
- Solko van den Bergh
331 Punkte

Armeegewehr 300 Meter
- Marcus Ravenswaay
- Uilke Vuurman

### Schwimmen
- Johannes Bloemen
  - 200 Meter Rücken

Halbfinale: Lauf zwei, 3:09,2 Minuten, Rang eins
Finale: 3:02,2 Minuten, Rang vier
- Herman de By
  - 200 Meter Freistil

Halbfinale: ausgeschieden in Lauf vier, 3:10,4 Minuten, Rang zwei
- Johannes Drost
  - 200 Meter Rücken

Halbfinale: Lauf drei, 3:10,2 Minuten, Rang zwei
Finale: 3:01,0 Minuten, Rang drei
- Eduard Meijer
  - 4000 Meter Freistil

Halbfinale: Lauf zwei, 1:17.55,4 Stunden, Rang zwei
Finale: 1:16.37,2 Stunden, Rang fünf